# V382 Большого Пса
V382 Большого Пса (лат. V382 Canis Majoris) — одиночная переменная звезда в созвездии Большого Пса на расстоянии (вычисленном из значения параллакса) приблизительно 4184 световых лет (около 1283 парсеков) от Солнца. Видимая звёздная величина звезды — от +10,5m до +9,9m.

## Характеристики
V382 Большого Пса — красная пульсирующая полуправильная переменная звезда типа SRB (SRB) спектрального класса M6.